# Ho-Oh
Ho-Oh és una de les espècies que apareixen a la franquícia Pokémon. És de tipus foc i volador. Segons GamesRadar+, el disseny d'aquest Pokémon es basa en el fenghuang de la mitologia xinesa.